# Amphiaeschna ampla
Amphiaeschna ampla är en trollsländeart. Amphiaeschna ampla ingår i släktet Amphiaeschna och familjen mosaiktrollsländor.

## Underarter
Arten delas in i följande underarter:
- A. a. ampla
- A. a. basitincta